# Isaya Klein Ikkink
Isaya Klein Ikkink (Vlaardingen, 13 de mayo de 2003) es un deportista neerlandés que compite en atletismo, especialista en las carreras de velocidad.
Participó en los Juegos Olímpicos de París 2024, obteniendo una medalla de oro en la prueba de 4 × 400 m mixto.
Ganó una medalla de plata en los Relevos Mundiales 2024, una medalla de bronce en el Campeonato Europeo de Atletismo de 2024 y dos medallas en el Campeonato Europeo de Atletismo en Pista Cubierta, en los años 2023 y 2025.

## Palmarés internacional
| Juegos Olímpicos                     | Juegos Olímpicos         | Juegos Olímpicos  | Juegos Olímpicos |
| Año                                  | Lugar                    | Medalla           | Prueba           |
| ------------------------------------ | ------------------------ | ----------------- | ---------------- |
| 2024                                 | París (Francia)          | Medalla de oro    | 4 × 400 m mixto  |
| Relevos Mundiales                    |                          |                   |                  |
| Año                                  | Lugar                    | Medalla           | Prueba           |
| 2024                                 | Nasáu (Bahamas)          | Medalla de plata  | 4 × 400 m mixto  |
| Campeonato Europeo                   |                          |                   |                  |
| Año                                  | Lugar                    | Medalla           | Prueba           |
| 2024                                 | Roma (Italia)            | Medalla de bronce | 4 × 400 m mixto  |
| Campeonato Europeo en Pista Cubierta |                          |                   |                  |
| Año                                  | Lugar                    | Medalla           | Prueba           |
| 2023                                 | Estambul (Turquía)       | Medalla de bronce | 4 × 400 m        |
| 2025                                 | Apeldoorn (Países Bajos) | Medalla de oro    | 4 × 400 m        |